# Bob Hansen
Pour les articles homonymes, voir Hansen.
Robert Louis Hansen II (connu sous le nom de Bob (ou Bobby) Hansen) (né le 18 janvier 1961 à Des Moines, Iowa) est un joueur américain de basket-ball. Évoluant au poste de meneur de jeu, il joue neuf saisons (1983 à 1992) en National Basketball Association.

## Biographie
Hansen évolue quatre ans à la West Des Moines Dowling Catholic High School à la fin des années 1970. Son succès au lycée fait de lui un joueur très courtisé. Il est finalement recruté par l'entraîneur Lute Olson et l'université de l'Iowa, où Hansen a un rôle clé dans l'équipe des Hawkeyes qui participe au Final Four 1980. Il est sélectionné par le Jazz de l'Utah au 3e tour de la draft 1983.
Hansen joue huit saisons en tant que titulaire du Jazz de l'Utah et des Kings de Sacramento. Son passage le plus marquant est aux Bulls de Chicago où il est champion en 1992. Lors du match six contre les Blazers, les Bulls, qui mènent la série 3-2, sont distancés de 15 points après 3 quart-temps. L'entraîneur Phil Jackson décide d'écarter Michael Jordan au profit de Hansen, celui-ci inscrivant immédiatement un tir à trois-points, puis effectuant une interception sur Jerome Kersey. Avec Jordan sur le banc pour la majorité du quart-temps, les Bulls rattrapent leur retard et gagnent le match 97-93, remportant par la suite leur deuxième titre consécutif de champions NBA.
À l'issue de ce titre de champion, Hansen prend sa retraite la NBA en 1992. Depuis, il vit à West Des Moines, travaillant en tant que commentateur radio pour les matchs de basket-ball d'Iowa. Il dirige également des camps d'été de basket-ball pour des enfants dans la région de Chicago. Il est nommé au Iowa Sports Hall of Fame en 1999.